# キエラン・ラブグローブ
キエラン・M・ラブグローブ（Kieran M. Lovegrove, 1994年7月28日 - ）は、南アフリカ共和国ハウテン州ヨハネスブルグ出身のプロ野球選手。ポジションは投手。クリーブランド・インディアンスの傘下に所属。右投右打。

## 経歴
1994年7月28日に、南アフリカ共和国ハウテン州ヨハネスブルグで生まれる。南アフリカでは、クリケットにはまっていた。
5歳の時にアメリカ合衆国カリフォルニア州に移住し、そこで野球と出会う。
2012年の、MLBドラフト3巡目でクリーブランド・インディアンスに入団。
また、第3回WBC予選の南アフリカ代表に選出された。